# Ballabo en Kyrkeby
Ballebo en Kyrkeby (Zweeds: Ballabo och Kyrkeby) is een småort in de gemeente Lilla Edet in het landschap Bohuslän en de provincie Västra Götalands län in Zweden. Het småort heeft 78 inwoners (2005) en een oppervlakte van 46 hectare. Eigenlijk bestaat het småort uit twee verschillende plaatsen: Ballabo en Kyrkeby.